# Papež Gregor VI.
- Ne zamenjaj ga s protipapežem Gregorjem VI.!

Papež Gregor VI. ((latinsko Papa Gregorius Sixtus) rojen kot Janez Gracijan (latinsko Joannes Gratianus; italijansko Giovanni Graziano), je bil italijanski nadduhovnik, kardinal in papež, * okrog 1000, Rim (Papeška država, Sveto rimsko cesarstvo), † november 1047, Köln (Nemčija, Sveto rimsko cesarstvo, danes: Nemčija) 

Papež je bil od 1. maja 1045 - 20. decembra 1046, ko je bil na sinodi v Sutriju odstavljen in poslan v izgnanstvo v Köln; tam je tudi umrl. 

## Življenjepis

### Izvor in vzpon
Njegovo rojstno ime je bilo "Janez" (latinsko Joannes, Johannes; italijansko Giovanni). Nekateri viri mu pripisujejo še vzdevek Gracijan (latinsko Gratianus; italijansko Graziano), bodisi samostojno ali skupaj z Janezom. . Čeprav na splošno menijo, da je bil rojen okrog leta 1000 v Rimu, pravzaprav ne vemo točno niti za kraj niti za datum rojstva. 

Prek družinskih zvez je bil verjetno v sorodu z družinama Pierleoni in Aldobrandeschi (kot tudi prihodnji papež Gregor VII.), ki sta se že pred časom spreobrnili z židovstva na krščanstvo.  
Izročilo sicer, da je bil v sorodstvu z rimsko plemiško družino Pierleonijevih, se pojavi zapisano šele 1674 na epigrafu, ki ga je Ottavio Pierleoni dal postaviti nad grobom svojega prednika Pietra di Leone, in je postavljen v atriju bazilike sv. Pavla. V njem Gregorja imenuje "patruus", tj. stric pokojnega. . Zanesljivo je le, da je bil Janez nadduhovnik (arhiprezbiter) pri cerkvi San Giovanni a Porta Latina v Rimu. 

Prav tam je bil njegov pomočnik Hildebrand, poznejši papež Gregor VII.. Le-ta je po zaslugi svojega strica po materi, Lovrenca, ki je bil opat v samostanu Santa Maria all’Aventino, lahko prišel še kot otrok v Rim, da bi dozoreval v verski vzgoji, ki mu je bila zelo pri srcu. Njegov voditelj v prihodnost šolskega napredka je bil prav nadduhovnik pri San Giovannni a porta Latina, Janez Gracijan, kateremu je postal kaplan bodoči papež Gregor VII.. Ta je po papeževanju Leona IX., ki ga je hotel imeti ob svoji strani, ter ga je zato poklical iz Clunyja, kamor se je umaknil po smrti Gregorja VI., postal neposredni sodelavec štirih drugih papežev: Viktorja II., Štefana IX., Nikolaja II. in Aleksandra II.. 

## Papež

### Dvakrat draga kupčija
Benedikt IX. – papež treh mandatov – se je hotel znebiti službe, ki si jo je pridobil s posredovanjem svoje družine. Po posvetovanju s svojim botrom, ki je užival velik ugled zaradi poštenega značaja, je prišel do prepričanja, da je to možno – in je prav njemu prepustil papeštvo za visoko odkupnino. 

Benedikt IX. se je torej odpovedal papeštvu Janezu Gracijanu v prid 1. maja 1045; tako je bil Janez posvečen in ustoličen že 5. maja istega leta z imenom Gregor VI.. Ni mogoče z gotovostjo ugotoviti, kaj je nagnilo Benedikta k temu koraku. Nekateri menijo, da je to storil pod pritiskom obnovitvenega gibanja in vedno bolj nasprotuječega javnega mnenja, drugi, ker se je naveličal in razočaral zaradi mnogih nasprotovanj v svojem lastnem taboru, tretji trdijo, da se je hotel poročiti, četrti, češ da je bil nepismen. Nekateri viri navajajo, da je bil z Benediktom povezan kot njegov duhovni voditelj (patrinus), morda celo krstni boter in spovednik, na katerega se je najbolj zanesel. .

Zelo verjetno je do tega koraka prišlo po sporazumu med dvema rodbinama, ki sta si desetletja bili v laseh zaradi prevlade nad Rimom in papeštvom: med Krescenciji in Tuskulskimi grofi (latinsko Crescentii, comes Tusculani; italijansko Crescenzi, conti di Tuscolo). Malo je verjetno, da je volitev potekala čisto po cerkvenopravnih predpisih. Nekateri viri trdijo, da je Gregorja VI. za papeža izrečno imenoval njegov predhodnik Benedikt IX. in mu podelil pisno jamstvo glede imenovanja. Annales Romani namreč poročajo: "Benedictus eiusdem pontificatus sui honorem per cartulam refutavit Iohanni archipresbitero". Po drugi strani pa viri soglašajo, da je bila Gregorjeva izvolitev plod kupčije. Ni gotovo, ali so Gregorju pomagali podporniki, ali pa je velikansko vsoto 2000 zlatnikov (librae) izplačal sam . Četudi bi šlo za srebrnike ali manjšo vsoto - glede nje se viri razhajajo - bi to še vedno pomenilo ogromno denarja. Takemu kupčevanju z najvišjimi cerkvenimi službami so v tistem času hudo nasprotovali zagovorniki cerkvene obnove, za katero pa je simonija predstavljala vsekakor glavno oviro. 

### Krotitev razbojnikov
Liber Pontificalis  nenavadno široko poroča o takratnih hudih razmerah:
 » Knjižničarjeva kronika  imenuje papeža Gregorja VI. človeka svetega življenja. Ko je dosegel papeštvo, je zaradi brezbrižnosti in malomarnosti svojih predhodnikov našel malo ali ničesar od tega, kar je pripadalo papeštvu, ker so roparji skoraj vse pokradli; oropali so celo darove, ki so jih prinašali romarji, ki so prihajali v Rim. Razbojnike je papež najprej opomnil, nato izobčil, končno pa je – ker se za to sploh niso zmenili – uporabil zoper nje silo. Roparje, ki so oropali Baziliko svetega Petra, je iztrebil ali pa pognal v beg. Tedaj so ga nekateri razbojniki začeli zmerjati, češ da ni papež, ampak morilec in krvoželjnež.« Da bi bila zmeda še večja, je Benedikt IX., ki se je naveličal odpovedi, zopet zahteval zase papeški prestol; pa tudi Silvester III. je zbral okrog sebe svoje pristaše; toda Benedikt IX. ni popuščal nobenemu. Nič čudnega torej, da so nekateri o nevzdržnih rimskih razmerah poročali bodočemu svetorimskemu cesarju s prošnjo, naj vendarle posreduje in napravi red. 

Ob več priložnostih se je moral postaviti papež osebno na čelo oboroženih krdel, da bi učvrstil red v večnem mestu, ki je bilo v popolni zmešnjavi, kakor omenja Gregorovius na temelju takratnih letopiscev: 
| Italijanski izvirnik | Slovenski prevod |
| --- | --- |
| “Le strade erano infestate dai briganti; i pellegrini venivano regolarmente assaliti e derubati; nella città le chiese cadevano in rovina e i preti si davano ai bagordi. Ogni giorno avvenivano assassini che rendevano malsicure le strade; persino in San Pietro la nobiltà romana osava fare irruzione con la spada in pugno per razziare quei doni che mani pietose deponevano sugli altari”. | “Ceste so nadlegovali razbojniki; romarje so redno napadali in ropali; v mestu so se cerkve podirale, a duhovniki so se vdajali veseljačenju. Vsak dan znova so prihajali morilci, ki so ogrožali varno potovanje. Celo v cerkev sv. Petra so se rimski plemiči upali vdirati z mečem v roki, da bi zaplenili tiste darove, ki so jih pobožne roke polagale na oltarje.” |

### Trije papeži istočasno
Kljub tem čudnim okoliščinam okoli izvolitve so novega papeža sprejeli prav tisti, ki so pokazali toliko sovražnosti do njegovega predhodnika. Peter Damiani mu je na primer čestital z velikim veseljem in mu napisal toplo pismo, v katerem ga je spodbujal, naj se loti odločno prenove . Uporabil je celo tele visokodoneče besede: 
| Italijanski izvirnik                                          | Slovenski prevod                                       |
| ------------------------------------------------------------- | ------------------------------------------------------ |
| “Finalmente la colomba era tornata all’arca col ramo d’ulivo” | “Končno se je vrnila golobica v ladjo z oljčno vejico” |

Upal je namreč, da bo njegova izvolitev prinesla večjo čistost Cerkvi. Veliko upanje so gojili do njegovih obnoviteljskih namenov skoraj vsi tudi zaradi dobrih odnosov, ki jih je vedno gojil do svojega sodelavca in prijatelja Hildebranda, prihodnjega papeža Gregorja VII.. »Janezu Dobremu« so skoraj vsi složno priznavali versko vnemo in pobožnost, ki je bila redka za tiste čase, in spoštovali njegovo krepostno življenje. V dobrih odnosih je bil tudi z obema papežema. 

Njegov položaj pa še zdaleč ni bil trden in kmalu se je začelo zapletati. 

S prazno zakladnico in s klerom, ki je na široko izgubil čut za poštenost, se je Gregor znašel v brezupnem položaju; kljub vsemu se je trudil s pomočjo svojega kaplana Hildebranda vzpostaviti verski in civilni red. Prvo si je prizadeval s pismi in zbori, drugo pa z močjo orožja; vendar so bili pripadniki protipapežev premočni, da bi si jih podvrgel, in zmeda je le naraščala. Prepričani, da ničesar ne bo moglo urediti zadev, se je večje število uglednih klerikov in laikov ločilo od zveze z Gregorjem ali kom od drugih dveh papežev in so se pritožili boja in cerkvene obnove željnemu kralju Henriku III., ter ga prosili, naj se poda čez Alpe in napravi red.  

Jeseni 1046 je Henrik III. (1039-1056 kralj, od 1046 cesar) res prestopil Alpe. V Milanu se je dal takoj okronati za kralja Italije z langobardsko železno krono; v Paviji je predsedoval sinodi, kjer so se zbrali nemški, italijanski in burgundski škofje, ter so ponovno obsodili simonijo. Papež mu je prišel naproti novembra v Piacenzo; čeprav ga je Henrik sprejel s častmi, ki gredo papežu, to še ni pomenilo, da je potrdil njegovo izvolitev – ampak je odločitev prepustil cerkvenemu zborovanju. . 

Sklicevaje se na Privilegium Othonis, kakor tudi na Principatus in electione papae, je vladar vse storil, da bi odpravil nevzdržno stanje treh istočasnih papežev in da bi preprečil razkol. Čeprav je Benedikt IX. papeštvo drago prodal, se je še vedno predstavljal kot pravi papež in se je v tem času še samozavestno šopiril po tuskulskih graščinah. Že 20. decembra istega leta se je torej moral papež prikazati na sinodi zbrani v Sutriju, približno 40 km severno od Rima, daleč od nasilja mestnih tolp. Pred sodišče sta bila poklicana tudi Benedikt IX. in Silvester III.; nekateri viri navajajo, da sta prišla Gregor in Silvester; večina pa meni, da se onadva (Silvester in Benedikt) nista nista prikazala in je tako bil obsojen zaradi simonije samo Gregor.  Nekateri viri menijo, da je Henrik ukazal njegovo odstavitev ; drugi pa poročajo, da se je Janez sam obtožil za krivega in potemtakem nevrednega papeške časti . Gregor se je odpovedal papeštvu s temi besedami:
“Jaz, škof Gregor, služabnik Božjih služabnikov, soglašam, da moram biti odstavljen od papeštva Svete rimske Cerkve zavoljno velikanske napake, ki je s simonistično nečistostjo povzročila in zagrešila mojo izvolitev.” Zborovanje se je končalo 23. decembra 1046.  Odstavljena pa sta bila seveda tudi druga dva papeža oziroma protipapeža.

Gregorja VI. so zaprli tistega dne, ko je bil izvoljen za papeža nadškof Bamberga Suidger, ki si je privzel ime Klemen II., tj. 24. decembra 1046. Da bi ga čim bolj oddaljil od rimskega okolja, je poslal Henrik Gregorja v izgnanstvo v Nemčijo, najbrž v Köln v spremstvu njegovega zvestega sodelavca Hildebranda. Ob Klemenovi smrti (9. oktobra 1047) se je v Rim ponovno vrnil Benedikt IX., vendar je Gregor VI. užival širšo podporo. Kljub temu je vladar vsilil svojega nemškega kandidata, škofa Popona iz Brixena, ki je postal papež Damaz II..  .

### Dela
- »Documenta Catholica Omnia« (v latinščini). Cooperatorum Veritatis Societatis. Pridobljeno 6. decembra 2011.

## Smrt in spomin

### Smrt
Ni mogoče z gotovostjo ugotoviti, ali je bil Gregor takrat že mrtev; nekateri viri menijo, da je umrl pozno leta 1047, drugi omenjajo zgodaj 1048. . Vsekakor je moral umreti v tem času, kajti odtlej o njem nimamo več nikakršnih novic. Na splošno menijo, da je umrl novembra 1047 in sicer »ad ripas Rheni« (»ob obalah Rajne«), tj. v Kölnu (Köln am Rhein, ali kakor so naši predniki dejali: Kelmorajn)..

Obstaja tudi izročilo, da je pokopan v cerkvi sv. Petra, kar se naslanja na ljubko legendo:
Gregor VI. je umrl pozno v letu 1047 zaradi bolezni v Kelmorajnu v Nemčiji. Legenda pravi, da so mu njegovi škrlatniki dejali, češ da zato, ker je za časa njegovega papeževanja umrlo toliko ljudi, njegovega telesa ne morejo pokopati pri Sv. Petru. On jim je potem naročil, da ko bo umrl, naj denejo njegovo truplo zunaj vrat Sv. Petra; in če mu Bog ne bo odprl vrat, naj pustijo njegovo truplo tam, da bo strohnelo. To so napravili, in vrata so ostala zaprta. Prav takrat pa je močan veter čudežno naenkrat odprl vrata, in tako se je Gregorjevo truplo znašlo v cerkvi sv. Petra. Kakorkoli je že bilo s pogrebom, Gregorjev grob so razdejali med podiranjem bazilike v 17. stoletju. 

### Spomin
Po smrti Klemena II. je poskusil brezuspešno vrniti čast oziroma rehabilitirati Gregorja VI. lieški škof Wazo  .

### Ocena
- Morebiti je Gregor VI. umrl v Clunyju. Od tam so namreč poklicali njegovega zvestega kaplana Hildebranda; on je kot papež temeljito udejanjal cerkveno prenovo, ki je po njem dobila ime gregorijanska reforma. Cesarstvo je z odstavitvijo treh papežev in postavitvijo »svojega« papeža lahko slavilo svoj najboljši uspeh, ker se mu je posrečilo podvreči Cerkev pod laiško oblast; rodila se je namreč Cesarska Cerkev (Chiesa imperiale). [16]
- Rimski duhovnik Janez Gracijan, ki mu je Benedikt IX. prodal papeško službo, je bil osebno brezgrajen. V to kupčijo se je podal z najboljšo voljo, da bi naredil konec neredom na papeškem prestolu. Kot papeža Gregorja VI. so ga z veseljem in upanjem pozdravili pristaši clunyjske reforme in še posebej Peter Damiani, odločen reformator verskega življenja v Italiji in eden najmočnejših teologov svoje dobe. Tudi Benedikt in Silvester ga nista ovirala. Pač pa je proti njemu nastopil Henrik III., morda v strahu, da ne bi v Cerkvi prišlo do razkola. [27]
- Morebiti se je Gregor VI. zatekel k simoniji, ker jo je smatral za edino sredstvo, s katerim bi odstranil tako nevrednega papeža. Lahko pa bi skorajda rekli, da je hotel hudiča izganjati z vragom. Tako je osebno stvarno imel najboljše namene, da bi vrnil papeštvu ugled in spoštovanje, ki ga je sčasoma izgubilo. Za to sta jamčila po eni strani sloves pobožnosti, ki ga je spremljal doslej, po drugi strani pa tudi dejstvo, da je imel za kaplana Hildebranda iz Soane, ki bo dal zgodovinski preobrat papeštvu in krščanstvu v prihodnjih letih.[12]